# De s'Albufera a la Mola
De s'Albufera a la Mola este o arie protejată (arie specială de conservare — SAC, sit de importanță comunitară — SCI, arie de protecție specială avifaunistică — SPA) din Spania întinsă pe o suprafață de 2.035,32 ha, integral pe uscat.

## Localizare
Centrul sitului De s'Albufera a la Mola este situat la coordonatele 39°54′58″N 4°16′28″E / 39.9161°N 4.2745°E.

## Înființare
Situl De s'Albufera a la Mola a fost declarat sit de importanță comunitară în iulie 2000 pentru a proteja 4 specii de plante și 14 specii de animale. Alte tipuri de protecție:
- arie de protecție specială avifaunistică (în martie 2006)[2]
- arie specială de conservare (în august 2021)[1][3][4]

## Biodiversitate
Situată în ecoregiunea mediteraneană, aria protejată conține 13 habitate naturale: Galerii și tufărișuri riverane sudice (Nerio-Tamaricetea și Securinegion tinctoriae), Tufărișuri termo-mediteraneene și de pre-deșert, Dune cu tufărișuri sclerofile Cisto-Lavenduletalia, Ape puternic oligomezotrofe cu vegetație bentonică cu Chara spp., Lande oro-mediteraneene cu formațiuni endemice de grozamă, Iazuri temporare mediteraneene, Păduri de Quercus ilex și Quercus rotundifolia, Păduri de Olea și Ceratonia, Tufărișuri halofile mediteraneene și termo-atlantice (Sarcocornetea fruticosi), Salicornia și alte specii anuale care populează regiunile mlăștinoase și nisipoase, Pășuni mediteraneene udate de apa mării (Juncetalia maritimi), Lagune de coastă, Faleze cu vegetație de Limonium spp. endemic de pe coastele mediteraneene.
La baza desemnării sitului se află mai multe specii protejate:
- plante (4): Anthyllis hystrix, Apium bermejoi, Daphne rodriguezii, Vicia bifoliolata
- păsări (13): fâsă-de-câmp (Anthus campestris), pasărea ogorului (Burhinus oedicnemus), ciocârlie-cu-degete-scurte (Calandrella brachydactyla), Calonectris diomedea, caprimulg (Caprimulgus europaeus), șoim călător (Falco peregrinus), Galerida theklae, acvilă pitică (Hieraaetus pennatus), gaia roșie (Milvus milvus), vultur egiptean (Neophron percnopterus), Phalacrocorax aristotelis desmarestii, Puffinus mauretanicus, silvie de tufiș (Sylvia undata)
- reptile (1): țestoasă bănățeană (Testudo hermanni)